# Malo kingi
Malo kingi je ena od dveh znanih vrst meduz irukandji, ki je svoje ime dobila po prvi dokazani smrtni žrtvi te meduze, ameriškem turistu Robertu Kingu. Vrsta je bila opisana leta 2007. M. kingi proizvaja enega najmočnejših znanih toksinov, žival sama pa ni večja od človeškega nohta. Izpostavljenost toksinu povzroči t. i. sindrom irukandji, za katerega so značilne hude bolečine, bruhanje, nenadno visoko povečanje krvnega pritiska (hipertenzija) ter posledična smrt.